# Timbiriche, el concierto
Timbiriche, El concierto, es un álbum doble que marca el inicio de la etapa de reencuentros en 1999, tanto en la carrera del grupo, como en una gran cantidad de agrupaciones de los ochenta y principios de los noventa en México.

## Timbiriche, El concierto (Está Despierto)
Es el décimo tercer álbum oficial de la banda Timbiriche integrada por Diego Schoening, Paulina Rubio, Benny Ibarra, Mariana Garza, Alix Bauer, Sasha Sokol y Erik Rubín. Está hecho en el mismo formato que su tercer disco La Banda Timbiriche: En concierto, por lo que también se considera en la discografía de estudio de la banda mexicana Timbiriche. Este material marca el regreso de la alineación original que no se había reunido desde 1985 cuando Benny Ibarra abandonara la banda para después ser seguido, a finales de 1986, por Sasha Sokol.
Después del éxito que tuvo el Reencuentro de Menudo a principios de 1998, comenzó la ola de agrupaciones de los 80s y principios de los 90s que decidieran retomar sus carreras que dejaron antaño. Este primer acontecimiento influyó para que dentro del Festival Acapulco 98 en mayo de 1998 se reunieron los 6 integrantes originales que formaron parte de Timbiriche en 1982 (Benny, Sasha, Mariana, Alix, Paulina Rubio y Diego). Los planes del grupo incluyeron más adelante a Erik Rubín. Debido al éxito del festival Acapulco, se realizó un concierto en el Auditorio Nacional, el cual sería grabado y distribuido como parte del regreso de Timbiriche. Ese mismo año presentaron su primer sencillo, «Está despierto», como parte de las 3 canciones inéditas que acompañarían a los éxitos reversionados del pasado del septeto. A comparación de sus anteriores producciones, «Timbiriche, el concierto» recopila tanto la etapa infantil como juvenil, mostrando un lado divertido y nostálgico del propio grupo.
El primer concierto de Timbiriche se convirtió en un éxito tal que comenzaron a expandir la temporada hasta llegar a 20 auditorios y dos conciertos en el Foro Sol.

## Canciones
Disco Uno (Duración: 61:15)
Timbiriche (7:10) - Cantan Todos
Somos Amigos (3:00) - Cantan Todos
Juntos (4:05) - Cantan Todos
Solo Tu, Solo Yo (3:30) - Cantan Todos
Popurrí Concierto De Rock (7:10): Teléfono/Me plantó/Micky  - Cantan Mariana, Sasha, Alix y Paulina
Princesa Tibetana (6:13) - Canta Erik
Si No es Ahora (3:34) - Cantan Erik y Paulina
Adiós a la Escuela (3:33) - Cantan Benny, Alix y Mariana
Baile del Sapo (Time Warp) (3:57) - Cantan Benny, Sasha, Erik, Paulina y Diego
Popurrí Vaselina (7:26): Amor Primero (Those Magic Changes)/Noches de Verano/Freddy mi Amor/Rayo Rebelde/Iremos Juntos - Cantan Todos 
Payasos' (3:36) - (One Step) Cantan Alix y Mariana
Mama' (3:44) -Canta Benny
Mírame' (4:16) - Canta Alix

Disco Dos (Duración: 60:09)
Muriendo Lento (4:53) - Cantan Benny y Sasha
Soy un Desastre (2:52) - Canta Diego
Acelerar (4:11) - Canta Paulina
Amame Hasta con los Dientes (2:53) - Canta Erik
Besos de Ceniza (3:06) - Canta Mariana
Tu y Yo Somos Uno Mismo (4:22) -Canta Diego
La Vida es Mejor Cantando (3:14) - Canta Sasha
Con Todos Menos Conmigo (3:12) - Cantan Benny, Diego y Erik
Hoy Tengo que Decirte Papa (3:23) - Cantan Todos
Corro, Vuelo, me Acelero (4:26) - Cantan Sasha, Mariana, Alix y Paulina
La Banda Timbiriche (3:35) - Cantan todos
México (3:28) - Cantan Mariana y Paulina
Esta Despierto (3:28) - Cantan todos canción inédita
Suma Cósmica (4:29) - Cantan todos (Solista Erik) canción inédita
La Fuerza Del Amor (4:35) - Cantan todos canción inédita

## Sencillos.
1. Está despierto

## Antecedentes de la grabación
- Paulina Rubio se negaba al reencuentro, en un principio, pero finalmente, aceptó.
- En esta época, Mariana Garza dio a conocer que Ana Silvia Garza era en realidad su madre, no su hermana.
- Alix se embarazó de gemelos dentro de la promoción del disco en vivo, así que no estuvo presente en las últimas presentaciones, siendo sustituida en algunas canciones por Erik Rubín. Mírame (cuestión de tiempo) no fue interpretada por ningún otro integrante en ausencia de Alix.
- Se reversionaron varias canciones del grupo, incluyendo a los integrantes originales en canciones posteriores a su época, pues varios ya habían salido de Timbiriche para hacerse solistas:

- Muriendo Lento (Alexa y Diego) es la única canción de la última etapa de Timbiriche que fue incluida en el repertorio del concierto. Fue interpretada por Benny y Sasha
- Si no es ahora (Thalia y Diego) fue interpretada por Erik y Paulina.
- Con todos menos conmigo incluye a Benny en el grupo de solistas

- Es el primer disco después de 13 años en reunir a la alineación original de Timbiriche.
- El logo característico de Timbiriche fue alternado con una especie de estrella que simbolizaba a los 7 integrantes unidos.
- Es el primer disco doble de la agrupación desde Timbiriche VIII y IX
- En 1999 se relanzó debido a que la primera edición fue mal masterizada y con la velocidad de los temas acelerada, en portada se le agregó a leyenda "Está chido", para diferir. Así mismo se lanzó un VHS doble con todos los temas del concierto.
- El concierto fue editado en VHS, omitiendo el tema Muriendo Lento. Posteriormente, la reedicion en DVD omitiria aún más temas.
- Las canciones «Esta Despierto», «Suma Cósmica», y «La Fuerza del Amor» fueron grabadas con Alix, pero en las presentaciones en vivo ni Paulina ni Alix estuvieron presentes, estas interpretaciones fueron presentadas en el desintegre de Timbiriche nuevamente poniendo fin en 1999.

## Integrantes
- Diego, Paulina, Benny, Mariana, Alix, Sasha, Erik.

- Datos: Q5374963